# Pfaffenbach (Wiese)
Der Pfaffenbach ist ein knapp zwei Kilometer langer Bach des Südschwarzwaldes, der am Südhang des Bubshorns entspringt und in Zell im Wiesental im baden-württembergischen Landkreis Lörrach von rechts und Norden in die Wiese mündet.

## Name und Länge
Auf der amtlichen Gewässerkarte mündet der Pfaffenbach in den Biegebach und dieser wiederum in die Wiese. Auf der zugrundeliegenden topographischen Karte wird der Bach, der in die Wiese mündet, dagegen als Pfaffenbach bezeichnet, in den der Biegenbach ca. 590 Meter vor dem Einfluss des Pfaffenbachs in die Wiese mündet. Der Biegenbach übertrifft dabei den Pfaffenbach-Oberlauf bis zum Zusammenfluss in Länge wie Einzugsgebiet. In diesem Artikel werden die Bezeichnungen der topografischen Karte verwendet und die angegebenen Längen entsprechend abweichend vom Datensatz angepasst.

## Geographie

### Verlauf
Der Pfaffenbach entspringt auf ca. 845 m ü. NHN am Südhang des 1033 m ü. NHN hohen Bubshorns rund 500 Meter östlich des Zeller Weilers Käsern. Er verläuft über seine gesamte Länge weitgehend in südöstlicher Richtung durch oder am Rand von Waldgebiet. Wenige Meter vor der Mündung unterquert er den Todtnauerliweg, die ehemalige Strecke der Schmalspurbahn von Zell nach Todtnau und heutige Wiesental Radweg. Die Mündung liegt auf etwa 463 m ü. NHN. 
Der Pfaffenbach markiert auf seiner gesamten Länge die Grenze zwischen der Stadt Zell im Wiesental und der Gemeinde Fröhnd.

### Einzugsgebiet
Das naturräumlich zum Südschwarzwald gehörende Einzugsgebiet ist knapp drei Quadratkilometer groß und liegt im Stadtgebiet von Zell im Wiesental und dem Gemeindegebiet von Fröhnd. Die höchsten Punkte des Einzugsgebiets liegen im Norden auf dem 1032,9 m ü. NHN hohen Bubshorn, im Südwesten im Einzugsgebiet des Nebenlaufs Biegenbachs auf dem Zeller Blauen auf 1077 m ü. NHN.
Die Einzugsgebiete der folgenden Nachbargewässer grenzen an:
- Im Norden grenzt kurz das Einzugsgebiet des noch höher zur Wiese entwässernden Hebschingerbachs mit seinem Oberlauf Mühlebach an;
- im Nordosten fließt der Rändelbach unmittelbar oberhalb ebenfalls zur Wiese;
- im Süden konkurriert die Brunnenstubenquelle, die direkt unterhalb in die Wiese entwässert;
- jenseits der westlichen Wasserscheide liegen die Einzugsgebiete der Kleinen Wiese und speziell die von deren linken Zuflüssen Buschgraben, NN-IC9 * und Ramselgraben.

### Zuflüsse
Liste der Zuflüsse von der Quelle zur Mündung (abgefragt oder abgemessen auf der amtlichen Gewässerkarte):
- (Namenloser Hangwaldzufluss), von rechts und Südwesten, Länge ca. 50 m, mündet auf etwa 580 m ü. NHN, entspringt auf etwa 605 m ü. NHN;
- (Namenloser Hangwaldzufluss), von links und Norden, Länge ca. 130 m, mündet auf etwa 570 m ü. NHN, entspringt auf etwa 606 m ü. NHN;
- Biegenbach, DGKZ: 232398, von rechts und Westen, Länge ca. 2,1 km, Einzugsgebiet ca. 2 km², mündet auf etwa 529 m ü. NHN, entspringt auf etwa 988 m ü. NHN; in diesen mündet ein
  - (Namenloser Wiesenauenbach), von rechts und Nordwesten, Länge ca. 800 m, mündet auf etwa 770 m ü. NHN, entspringt auf etwa 945 m ü. NHN westlich des Weilers Käsern.

### Flusssystem Wiese
- Fließgewässer im Flusssystem Wiese